# ニュースきょう一日
『ニュースきょう一日』（ニュースきょういちにち）は、NHK総合テレビジョンで2019年4月1日から2021年3月26日まで放送されていた報道番組。

## 概要
『ニュースチェック11』に替わる、平日最終版のNHKニュースとして放送開始。前番組より放送時間が15分短縮となった。キャスターにはそれまで土日祝日の『NHKニュース7』でメインキャスターを務めていた井上あさひアナウンサーを起用した。当日のニュースの情報や映像を一覧できるように紹介し、翌日に向けニュースの注目点やキーワードについて分かりやすく伝えるといった内容になっている。
テーマ曲の作曲は小野雄紀、サックス演奏は武田真治。
2021年3月26日をもって終了し、2年間の歴史に幕を閉じた。最終回のエンディングで、井上は「『ニュースきょう一日』は今日で終了します。番組が始まって2年間、あすがよい一日でありますようにと伝えてきました。東日本大震災の発生から10年となりましたが、まだあすへの希望が見いだせない方もいらっしゃるのではと思います。さらに新型コロナウイルスによって、命や生活が脅かされ、よい一日であるのが難しいことのほうが多かったと思います。それでもあなたのあすがよい一日でありますようにと願って、この番組を締めくくりたいと思います。私は4月から『日曜討論』を担当します。2年間ご覧いただきありがとうございました」と挨拶し、視聴者に感謝した。最後はいつものように「『ニュースきょう一日』、これで失礼します。あなたのあすがよい日でありますように」と言って締め、番組は終了した。
同月29日以降、平日深夜の最終版全国ニュースは23:15 - 23:20の『NHKニュース』（番組表上の表記タイトルは『ニュース・気象情報』）に移行し、空いた10分間（23:20 - 23:30）にはそれまで本番組の後座の時間帯に放送されていたニュース解説番組『時論公論』が10分繰り上げとなった。なお、番組終了後、井上は先述のお別れの挨拶で発言した通り日曜朝の討論番組『日曜討論』へ、気象情報担当だった平井信行（気象予報士）は『首都圏ニュース845』（関東ローカル）と金曜17:57 - 18:00の関東甲信越地方の気象情報（番組表上は『ニュース きん5時』の内包番組扱い、大相撲・高校野球期間中は休止）へそれぞれ異動となった。また、ニュースリーダーの小澤康喬・糸井羊司両アナウンサーは後継番組『NHKニュース』に隔週交替で続投となった（『ニュースウオッチ9』の男性ナレーターとの兼務も継続）。

## 番組の流れ
- 23:15 オープニング、今日のニュース
  - 井上が「こんばんは。お休み前の15分、『ニュースきょう一日』です」と挨拶。その後、バルーンと呼ばれる11の囲みに表示されたその日の主なニュースを紹介し、その中からいくつかをフラッシュニュース形式で詳報する。
- 23:22頃 きょうから明日へ
  - 視聴者の明日につながるニュースを紐解く。
- 23:25頃 スポーツニュース
  - 最新のスポーツニュースを1本伝える。
- 23:26頃 ニュースアクセスランキング
  - インターネットのNHKのニュースサイト「NHK NEWS WEB」でアクセス数の多いニュース上位10本をランキング形式で紹介し、その中から数項目を井上が簡単に紹介する。
- 23:27頃 気象情報
  - 平井が全国の気象情報を伝える[8]。最後には平井が描いたイラストでワンポイントを伝える（ワンポイントが無い日もある）。
- 23:29頃 エンディング
  - 画面右上に為替の現時点での値と日経平均株価・東証株価指数の当日の終値をテロップ表示しながら、井上が「『ニュースきょう一日』、今夜（今週）はこれで失礼します。あなたのあすがよい日でありますように」と挨拶し一礼。最後はスタジオの引きの映像をバックに、画面左下に「つづいて… ニュース解説 時論公論」、画面右下に「終／制作・著作 NHK」というテロップをそれぞれ表示する。
- 23:30 終了
  - ステブレレスで総合テレビでは『時論公論』、NHKワールド・プレミアムでは『国際報道20××』へそれぞれ接続する。

## 放送時間
（表記はすべて、JSTである。）
| 期間      | 期間      | 放送時間              |
| --------- | --------- | --------------------- |
| 2019.4.1  | 2020.3.27 | 23:20 - 23:35（15分） |
| 2020.3.30 | 2021.3.26 | 23:15 - 23:30（15分） |

- NHKワールド・プレミアムでも同時放送。および、翌3:00 - 3:15〈日本時間〉に再放送。

- 前番組『ニュースチェック11』と同様、月 - 金曜日が祝・休日と重なる場合は放送休止となり、23:25 - 23:30[9]に代替の全国向け定時ニュースを放送した。なお、2019年の春の大型連休は皇位継承や平成から令和への改元の影響もあり4月27日から5月6日までの10連休となったことから、4月29日 - 5月3日、同月6日の放送が休止され、この時も同様に23:30 - 23:35（4月30日のみ23:20 - 23:25[10]）に代替の全国向け定時ニュースが放送された[11]。また、2019年12月30日 - 2020年1月3日、同年12月28日 - 2021年1月1日も年末年始特集編成により放送休止となった。
- 緊急時には放送時間が変更もしくは拡大となることがあった[12]。

## 出演者
メインキャスター
- 井上あさひ[13]

ナレーション兼ニュースリーダー
- 滑川和男（2019年度）
- 小澤康喬（2020年度）
- 糸井羊司（2019年度 - 2020年度）
  - 上記2人が隔週交代で担当。画面には登場せず原稿を読み、緊急時報道に対応。また、ニュースウオッチ9のニュースリーダーを兼務。
- 八塚浩（同上、スポーツ　月・火・水）
- 竹下良則（同上、スポーツ 木・金）

気象キャスター
- 平井信行 気象予報士・防災士
- 船木正人 気象予報士
- 片山美紀 気象予報士

### 代役キャスター
| 休業者                         | 代行者（代行日） |
| ------------------------------ | --- |
| メインキャスター               | - 牛田茉友（2019年8月9日 - 8月23日、2020年2月3日 - 2月7日、10月19日 - 20日、23日） - 中村慶子（2020年8月24日 - 8月28日） - 石橋亜紗（2020年10月21日 - 22日）                      |
| ナレーション兼ニュースリーダー | - 片山智彦（2019年8月5日 - 9日） - 池田達郎（2019年8月26日 - 30日） - 中野純一（2019年12月5日） - 吉田浩（2019年12月6日） - 利根川真也（2020年12月2日） - 小山径（2020年12月3日） |
| 気象キャスター                 | - 國本未華（2019年9月17日 - 20日） - 斉田季実治（2020年5月27日、29日、6月2日、4日、8日、10日、12日、7月27日 - 31日）                                                              |